# Бантеайсрей
Бантеайсрей, или Бантеай-Срей (кхмер. បន្ទាយស្រី [bɑntiəj srəj], букв. «Цитадель Женщины») — храмовый комплекс на территории провинции Сиемреап в Камбодже у подножья горы Пном Дай в 25 км к северо-востоку от основной группы храмов Ангкора. Храм посвящён индуистскому богу Шиве. Построен в правление Раджендравармана II, точная дата окончания строительства — 967 год.
Храм построен из красного песчаника, окружающие его стены — из латерита. Бантеайсрей — единственный из ангкорских храмов, построенный не монархом, а царским сановником Яджнавараха (Khmer: យជ្ញវរាហៈ) в своей личной вотчине городе Ишварапура. На найденной на территории храма стеле написано, что Яджнавараха был учёным и филантропом, который помогал нищим, страждущим, больным и невинным.
Был обнаружен французами в 1914 году. Приобрёл известность спустя десять лет, сразу после того, как писатель и авантюрист Андре Мальро попытался похитить статуи 4-х апсар.
Храм был восстановлен методом анастилоза Анри Маршалем в 1931—1936 годах. Расположен храм Бантеайсрей вблизи одноимённого населённого пункта.